# Syconycteris hobbit
Syconycteris hobbit là một loài động vật có vú trong họ Dơi quạ, bộ Dơi. Loài này được Ziegler mô tả năm 1982.